# Nuevo Mundo (volcan)
Pour les articles homonymes, voir Nuevo Mundo.
Le Nuevo Mundo est un volcan de Bolivie constitué d'un dôme de lave, de cônes de ponce et de coulées de lave.